# Rhagoletis zephyria
Rhagoletis zephyria är en tvåvingeart som beskrevs av Snow 1894. Rhagoletis zephyria ingår i släktet Rhagoletis och familjen borrflugor. Inga underarter finns listade i Catalogue of Life.

## Bildgalleri

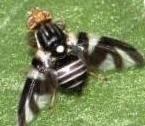